# Gösta Thålin
Gustav (Gösta) Hugo Thålin, född 11 januari 1907 i Arboga, död 10 november 1990 i Örebro, var en svensk målare och tecknare.
Han var son till skohandlaren Erik Thålin och Kristina Malmborg och från 1947 gift med Maj Margareta Forsner. När Thålin var 14 år flyttade familjen till Örebro där han blev bekant med Sven Sahlsten och Holger Almqvist. Som ett tidsfördriv började kamraterna teckna och uppmuntrade varandra att utveckla sin talang. För att få ordentlig handledning studerade han en tid vid Harald Eriksons målarskola i Örebro innan han fortsatte vid Blombergs målarskola i Stockholm 1933 därefter studerade han för Isaac Grünewald och Olle Hjortzberg vid Kungliga konsthögskolan 1935–1938. Som akademielev deltog han i en studieresa till Frankrike 1937 och reste senare på egen hand till bland annat Italien, Tyskland, Danmark och Norge där han hämtade motiv till några av sina verk. Han tilldelades Örebro läns konstförenings stipendium 1962
Separat ställde han ut ett flertal gånger i Örebro under 1950- och 1960-talen samt i Kumla 1943. Han medverkade regelbundet i Örebro läns konstförenings salonger i Örebro sedan 1941 och i olika utställningar med provinsiell konst samt utställningen Närkingarna på Konstnärshuset i Stockholm 1958. Hans konst består av motiv som bygger på en realistisk grund ofta med landskapsmotiv från Örebrotrakten, Bornholm, Gotland och Fårö i olja, pastell eller akvarell. Thålin är representerad vid Örebro läns museum, Örebro kommun, Örebro läns landsting, Kungliga Livregementet, Stockholms kommun, Karlskoga kommun, Borås kommun, Tranås kommun, Västmanlands läns landsting, Bygdegårdarnas riksförbund, Våra Gårdar samt ett flertal skolor, sjukhus och institutioner.
Gösta Thålin är begravd på Norra kyrkogården i Örebro.